# Ceraunomedicina

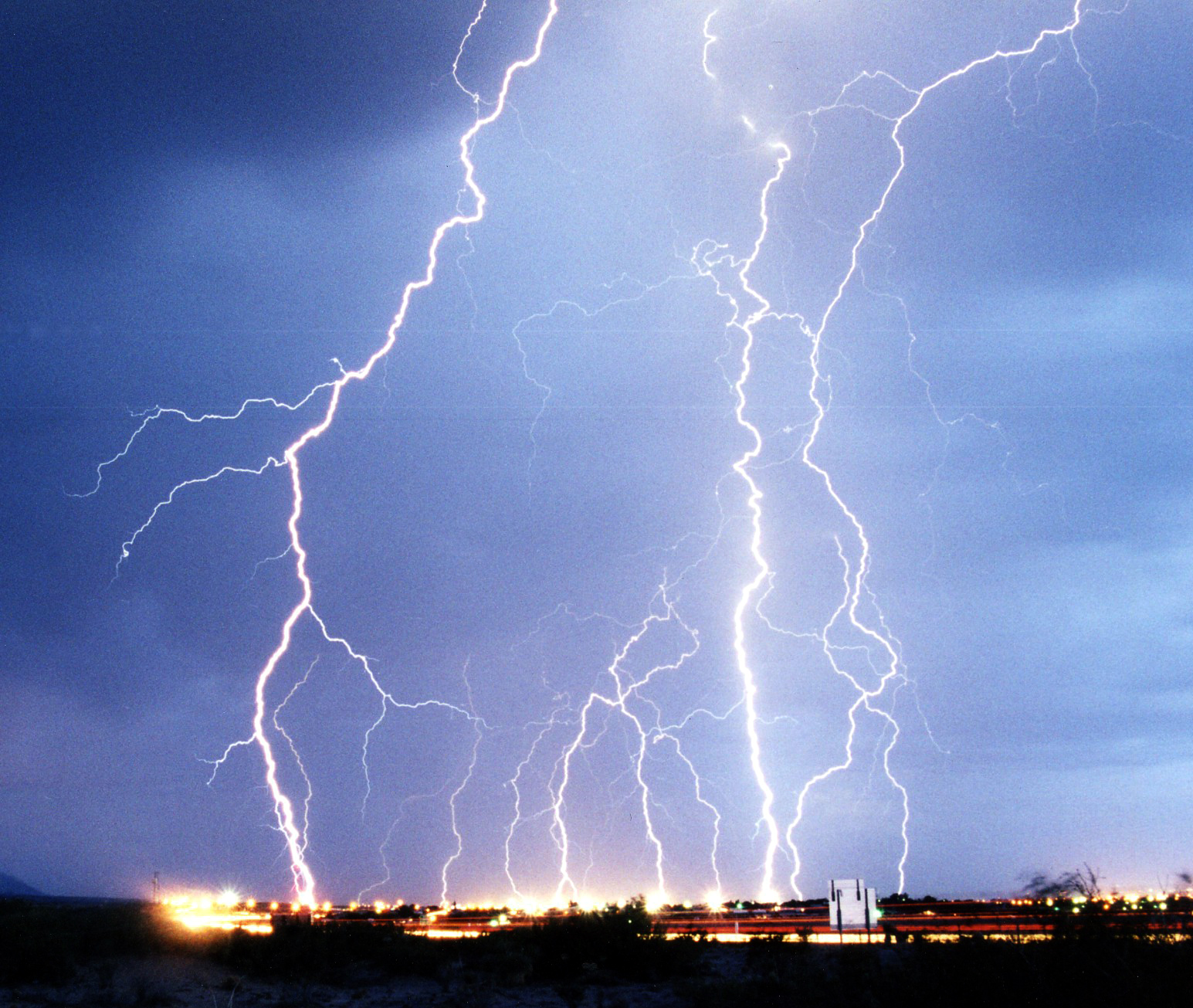
Múltiples rayos eléctricos cayendo sobre una población.

Ceraunomedicina es el estudio médico de las víctimas de los rayos. En español es incorrecta la expresión Keraunomedicina. El término parece haber sido acuñado por Chris Andrews, un investigador de las heridas producidas por los rayos. Los daños producidos por los rayos son el resultado de tres factores: daño eléctrico, calor intenso y la energía mecánica que los anteriores generan. Aunque es muy común que las víctimas mueran a causa del enorme voltaje en los rayos, los supervivientes de estos incidentes suelen resultar más favorecidos que las víctimas de aquellas heridas causadas por un contacto más duradero y de menor voltaje.

## Campo de actuación
Estudia la formación de figuras de lichtenberg, la duración y respuestas de los diversos órganos y estructuras del cuerpo humano que han sufrido una descarga de un rayo, y los aspectos físicos relacionados con el contacto con un material biológico.

## Modo de alcance a la víctima
Los rayos pueden dañar a los humanos de diferentes maneras:
- Impacto directo.
- Salpicaduras de otros objetos en los que impacta el rayo.
- Golpeo del rayo en el suelo cercano a la víctima, causando una diferencia de potencial en el suelo (debido a que la tierra tiene una resistencia a la corriente) que equivale a varios miles de voltios por pie. Esto depende de la composición del suelo (por ejemplo: la arena es bastante aislante, pero la tierra húmeda y salada resulta un conductor mucho mejor).

• Pulso electromagnético (PEM) generado en los impactos cercanos, especialmente durante las descargas positivas del rayo.
En el caso del impacto directo, la carga eléctrica golpea a la víctima primero. Las ‘salpicaduras’ ocurren cuando el rayo salta hacia la víctima (quien tiene una menor resistencia) desde un objeto cercano que tiene mayor resistencia; esto provoca que la víctima sufra el impacto cuando la electricidad se dirige hacia el suelo. En los impactos al suelo, el rayo cae cerca de la víctima y la carga eléctrica llega hasta ella mediante el contacto con la tierra (que por lo general son los pies) debido al gradiente de voltaje de la tierra. Esto puede causar daños muy graves.

## Fuerzas dañinas

### Calor
En menos de un segundo, un rayo eléctrico puede alcanzar temperaturas que se aproximan a los 28.000 grados centígrados (50.000 grados Fahrenheit). Esto es aproximadamente cinco veces la temperatura en la superficie solar. En ocasiones, los rayos pueden causar daños impresionantes y poco convencionales. El rayo caliente (rayo de alta corriente), cuya duración es mayor a 1 segundo, puede depositar una enorme cantidad de energía capaz de derretir o carbonizar objetos de gran tamaño. Un ejemplo de ello es la destrucción de la base aislante del trasmisor de onda larga de Orlunda con un mástil de 250 metros. El impacto provocó que esta torre colapsara. El intenso calor que genera un rayo puede quemar los tejidos, causar daño pulmonar y en el pecho por la fuerza mecánica provocada al expandir el aire caliente con rapidez.

### Electricidad
Al contrario a lo que se piensa, si la resistencia en la piel de un individuo es lo suficientemente alta, el impacto directo causa que gran parte de la corriente destelle alrededor de su piel o de su ropa y se dirija hacia la tierra; los resultados en estos casos son sorprendentemente benignos.
Los rayos suelen dejar quemaduras en forma características denominadas figuras de Lichtenberg (a veces llamadas flores de rayos). Estas suelen persistir durante horas o días y son unos útiles indicadores para los examinadores médicos cuando intentan buscar la causa de muerte. Se piensa que estas heridas se forman tras la ruptura de pequeños capilares sanguíneos bajo la piel como consecuencia de corriente o la onda de choque. La intensa energía eléctrica puede causar la pérdida del conocimiento; también se especula que el PEM creado por el impacto de un rayo cercano a la víctima puede causarle un paro cardiorrespiratorio.

### Contusiones
Así como el calor puede causar la expansión del aire en los pulmones, la expansión atmosférica derivada del rayo (aquello que causa el “trueno”) puede producir contusiones y heridas en los órganos auditivos si la víctima se encuentra muy cerca del lugar donde ocurre. Además, otros daños físicos son producto de los objetos impactados o lanzados por el rayo. 